# Обсерватория Душак-Эрекдаг
Обсерватория Душак-Эрекдаг — астрономическая обсерватория, основанная в 1991 году на юго-западном склоне горы Душак-Эрекдаг, между горами Копетдаг и пустыней Каракумы, в 45 км западнее Ашхабада, на юге Туркменистана. До упразднения национальной академии наук обсерватория принадлежала Институту физики и технологии Академии наук Туркмении. В состав обсерватории входит как минимум 3 купола и один павильон со сдвигающейся крышей. На территории обсерватории с 1992 года расположена наблюдательная станция Одесской обсерватории. В 2005 году возникли проблемы доступа украинских астрономов в обсерваторию. В настоящий момент обсерватория разрушена.

## Руководители обсерватории
- Байрамов Суханберды — руководитель Комитета по гидрометеорологии (в 2001 году обсерватория находилась в ведении Комитета по гидрометеорологии при Кабинете министров Туркменистана)

## Инструменты обсерватории
- 1-метровый широкоугольный телескоп (D=1 м, f/1.8, системы быстрый Schwarschild, производства Одесской обсерватории)
- 65-см телескоп (производства Одесской обсерватории)
- двухтрубный телескоп АЗТ-28 (2 х 0.5м) (АЗТ-30 — ?), системы Кассегрен
- «РК-800» (D = 80 см, f/14.3, поле зрения 20', 1991 год) — телескоп системы Ричи-Кретьен с двухканальным фотометром (принадлежит Одесской обсерватории)
- Телескопы, которые планировалась установка: 1.25, 1.5 и 2 метра

## Направления исследований
- Высокоточная фотометрия
- Астросейсмология
- Кометы
- Астероиды
- ИСЗ

## Основные достижения
- Участие в проектах WET (Whole Earth Telescope) и DSN (Delta Scuti Network)[1]
- Точность непрерывной фотометрии составляет 1-2 тысячных звездной величины[2]

Самая южная астрономическая обсерватория на территории бывшего СССР. Находится в так называемом «провале» — долготная область на Земле, где наименьшее число работающих обсерваторий. В 4 км южнее обсерватории Душак-Эрекдаг находится не достроенный военный комплекс «Орион»